# Nicolas Winding Refn
Nicolas Winding Refn (* 29. září 1970) je dánský filmový režisér, scenárista a producent.
Režíroval trilogii Dealer (1996–2005), kriminální drama Bronson (2008) a dobrodružný film Barbar (2009). V roce 2011 natočil akční drama Drive (2011), za které na Filmovém festivalu v Cannes obdržel cenu za nejlepší režii. Byl také nominován na cenu BAFTA za nejlepší režii. Mezi další jeho filmy patří stylisticky laděný akční film Jen Bůh odpouští (2013) a psychologický horor Neon Demon (2016).
V roce 2019 režíroval svůj první televizní seriál Too Old to Die Young, který měl premiéru na Amazon Prime. S jeho dalším projektem zamířil Refn na Netflix. Zároveň se poprvé od filmu Dealer 3 vrátil k natáčení v rodné Kodani, která se stala dějištěm jeho magicko-realistického seriálu Kodaňský kovboj. V roce 2008 Refn spoluzaložil kodaňskou produkční společnost Space Rocket Nation.

## Život
Refn se narodil v Kodani v Dánsku a od svých 10 let vyrůstal v New Yorku ve Spojených státech. Když mu bylo 17, vrátil se zpět do Dánska, aby dokončil střední školu. Krátce po maturitě se vrátil zpět do New Yorku. Jeho rodiči jsou dánský filmový režisér a střihač Anders Refn a kameramanka Vibeke Winding. Jeho nevlastním bratrem je hudebník Kasper Winding.
Refn je od narození dyslektik a až do třinácti let neuměl číst ani psát. Sám ale svůj handicap vnímá jako něco, co ho přirozeně nasměrovalo k filmu: „Rozuměl jsem pouze tomu, co jsem mohl vidět. Právě proto byl pro mě film tak přirozenou cestou. Nebyl jsem dobrý ve sportu, neuměl jsem zpívat ani tančit, a navíc jsem barvoslepý. Přítelkyni jsem měl až ve čtyřiadvaceti. Ale právě díky těmto zkušenostem se rozvíjela má představivost a film byl pro mě prázdným plátnem.“
Refn navštěvoval Americkou akademii dramatických umění (American Academy of Dramatic Arts), ale byl vyloučen za to, že při improvizování hodil stůl do zdi.
Následně se opět vrátil do Dánska, kde byl přijat na Dánskou filmovou školu. Měsíc před začátkem semestru se však rozhodl na školu nenastoupit. V rámci přijímacího řízení totiž natočil krátký film, na který mezitím získal státní podporu ve výši 800 000 dolarů. Film následně nechal odvysílat na obskurní televizní stanici, kde upoutal pozornost dánského producenta. Ten Refnovi nabídl 3,2 milionu korun, aby projekt rozšířil do podoby celovečerního filmu, ze kterého se později stal jeho režijní debut, Dealer.

## Styl režírování
Refn hovořil o charakteristice ve svých filmech:
Vždycky se mi líbily postavy, které se kvůli okolnostem musí změnit a nakonec je nevyhnutelné, že se stanou tím, čím měly od začátku být. Vezměte si například film Dealer 2, který vypráví o synovi (v podání Madse Mikkelsena), který celý život touží po otcově lásce, ale uvědomí si, že ho musí zabít, aby se zbavil otcových hříchů. Podnětem pro něj je zjištění, že sám má dítě, a odpovědnost za něj ho najednou donutí jednat. A i když je to temný konec, pro tu postavu je to šťastný závěr, protože se nakonec stane tím, kým měl být. Je to skoro jako by dosáhl svého pravého smyslu života. A Drive je na tom podobně v tom smyslu, že Řidič měl být superhrdinou, ale kvůli okolnostem mu bylo odepřeno mnoho věcí, jako třeba vztahy a přátelství. A proč to tak muselo být? Protože byl předurčen k něčemu většímu.

Refn dává přednost natáčení svých filmů v chronologickém pořadí: „Četl jsem, že to režisér John Cassavetes u některých svých filmů udělal a tak jsem si řekl: ‚To je docela skvělý přístup.‘ A poté, co jsem to udělal u svého prvního filmu, jsem si pomyslel: ‚Jak by se dal film natočit jinak?‘ Je to jako malování – film malujete za pochodu a já mám rád tu nejistotu z toho, že nevím přesně, jak to dopadne.“ Refn o natáčení v chronologickém pořadí hovořil více v září 2011 v souvislosti s filmem Drive :
S produkcí je to vždycky složité. Všechny moje filmy před Drive byly natočeny v tom, co nazývám 100% téměř chronologickém pořadí. A Drive je na tom asi na 80 %. Důvodem, proč to nebylo 100 %, bylo to, že jsem si už prostě nemohl dovolit poslední zbývající části. Mohl jsem si dovolit to, čemu říkám „emocionální chronologické pořadí“. To znamená, že nikdo nezemře ani neopustí film uprostřed natáčení. Vždycky by to bylo až na konci. Takže tam bylo co nejvíce postupného gradování.

O svém přístupu k práci s herci Refn řekl:
Myslím, že první věc, na kterou se každého herce ptám, je, co by rád dělal. Což někdy může některé nebo vyznít jako „Ty vlastně ani nevíš, co chceš.“ Ale já se snažím herce do toho procesu vtáhnout a někdy je k tomu musím trochu donutit, protože hodně herců nechce o věcech mluvit do hloubky. Prostě chtějí přijít, zahrát svou roli a jít zase pryč. Ale pro mě to tak nefunguje. Musí se do toho ponořit a pořádně se ušpinit, a jedním ze způsobů, jak to udělat, je zeptat se herce, co by chtěl dělat. Navíc to od nich vyžaduje větší upřímnost.

Refnův styl ovlivnila také jeho barvoslepost: „Nevidím střední odstíny barev. Proto jsou všechny mé filmy tak kontrastní, kdyby to bylo jakkoli jinak, vůbec bych to neviděl.“

## Osobní život
Refn je ženatý s herečkou Liv Corfixen, se kterou má dvě dcery. Corfixen napsala a režírovala dokumentární film s názvem My Life Directed by Nicolas Winding Refn, který zachycuje zákulisní zážitek z natáčení filmu Jen Bůh odpouští, kdy se celá rodina musela přestěhovat do Thajska. Film se po premiéře na Fantastic Festu setkal s pozitivními recenzemi. Soundtrack k dokumentu složil Cliff Martinez. Poslední skladbu „Disconnected“ složil, napsal a nazpíval Julian Winding, Refnův synovec.
Po natočení filmu Fear X se Refn ocitl v těžkých dluzích. Příběh jeho uzdravení je zotavení je zaznamenán v dokumentu Gambler, který režírovala Phie Ambo.
Na filmovém festivalu v Cannes v roce 2011 Refn prohlásil, že ho kontroverzní výroky Larse von Triera o Adolfu Hitlerovi znechutily a označil je za nepřijatelné.

## Filmografie

### Filmy
| Rok  | Název            | Režisér | Scenárista | Producent     |
| ---- | ---------------- | ------- | ---------- | ------------- |
| 1996 | Dealer           | Ano     | Ano        | Ne            |
| 1999 | Bleeder          | Ano     | Ano        | Ano           |
| 2003 | Fear X           | Ano     | Ano        | Ne            |
| 2004 | Dealer 2         | Ano     | Ano        | Ano           |
| 2005 | Dealer 3         | Ano     | Ano        | Ne            |
| 2008 | Bronson          | Ano     | Ano        | Ne            |
| 2009 | Barbar           | Ano     | Ano        | Ne            |
| 2011 | Drive            | Ano     | Ne         | Ne            |
| 2013 | Jen Bůh odpouští | Ano     | Ano        | Ne            |
| 2016 | Neon Demon       | Ano     | Ano        | Ano           |
| TBA  | Her Private Hell | Ano     | Ano        | bude oznámeno |

Výkonný producent
- Okamžik zkratu (2012)
- Dealer (2012)
- Poslední šance na pomstu (2014)

Herecké role
| Rok  | Název                           | Role             | Poznámky           |
| ---- | ------------------------------- | ---------------- | ------------------ |
| 1996 | Dealer                          | Brian            |                    |
| 2005 | Číňan                           | Lægen ("Doktor") |                    |
| 2012 | Dealer                          | Dutch Bob        |                    |
| 2019 | Death Stranding                 | Heartman         | Podoba ve videohře |
| 2025 | Death Stranding 2: On the Beach | Heartman         | Podoba ve videohře |

Dokumentární vystoupení
- Gambler (2006) (Hlavní postava)
- Jodorowsky's Dune (2013)
- My Life Directed by Nicolas Winding Refn (2014) (Hlavní postava)
- Dario Argento Panico (2023)

### Krátkometrážní filmy
| Rok  | Název               | Režisér | Scenárista | Poznámky                     |
| ---- | ------------------- | ------- | ---------- | ---------------------------- |
| 2012 | Gucci Première      | Ano     | Ne         |                              |
| 2022 | Touch of Crude      | Ano     | Ano        |                              |
| 2023 | Delresto            | Ano     | Ne         | Součást filmu Circus Maximus |
| 2024 | Beauty Is Not a Sin | Ano     | Ano        |                              |

### Televize
| Rok  | Název                | Režisér | Výkonný producent | Scenárista | Autor | Poznámky                           |
| ---- | -------------------- | ------- | ----------------- | ---------- | ----- | ---------------------------------- |
| 2009 | Slečna Marplová      | Ano     | Ne                | Ne         | Ne    | Epizody „Nultá hodina“ a „Nemesis“ |
| 2019 | Too Old to Die Young | Ano     | Ano               | Ano        | Ano   | Minisérie                          |
| 2023 | Kodaňský kovboj      | Ano     | Ano               | Ne         | Ano   | Minisérie                          |
| 2023 | The Famous Five      | Ne      | Ano               | Ne         | Ano   |                                    |

Herecké role
| Rok  | Titul           | Role   | Poznámky                     |
| ---- | --------------- | ------ | ---------------------------- |
| 2023 | Kodaňský kovboj | Jørgen | Epizoda „S láskou, Čch'-ang“ |

### Hudební videa
| Rok  | Titul               | Umělec       |
| ---- | ------------------- | ------------ |
| 1999 | „Psycho Power“      | Bleeder      |
| 2023 | „Delresto (Echoes)“ | Travis Scott |